# 沈冬
沈冬，國立台灣大學中國文學研究所博士，美國馬里蘭大學民族音樂研究所博士候選人，現為國立台灣大學音樂學研究所教授。專長為中國音樂理論、中國音樂史、詞學、中國音樂文獻學。為沈葆楨後人，其兄為已故前中華民國駐美國代表沈呂巡。
2013年3月14日，沈冬說，她研究已故作曲家周藍萍的一生，「龍應台寫《大江大海》這本書，我正在做音樂的《大江大海》」。

## 著作
- 《南管音樂體製及其歷史初探》，國立台灣大學《文史叢刊》第73種，1986年6月。
- 《唐代樂舞新論》，里仁書局，2000年3月。
- 《黃友棣：不能遺忘的杜鵑花》，時報文化，2002年12月。

## 資料來源
1. ↑  林佩怡. . 中國時報. 2013-03-15  [2020-04-26] （中文（繁體））.

## 外部連結
- 臺灣大學音樂所 沈冬教授教學網 （页面存档备份，存于）